# Boris-und-Gleb-Kathedrale (Daugavpils)

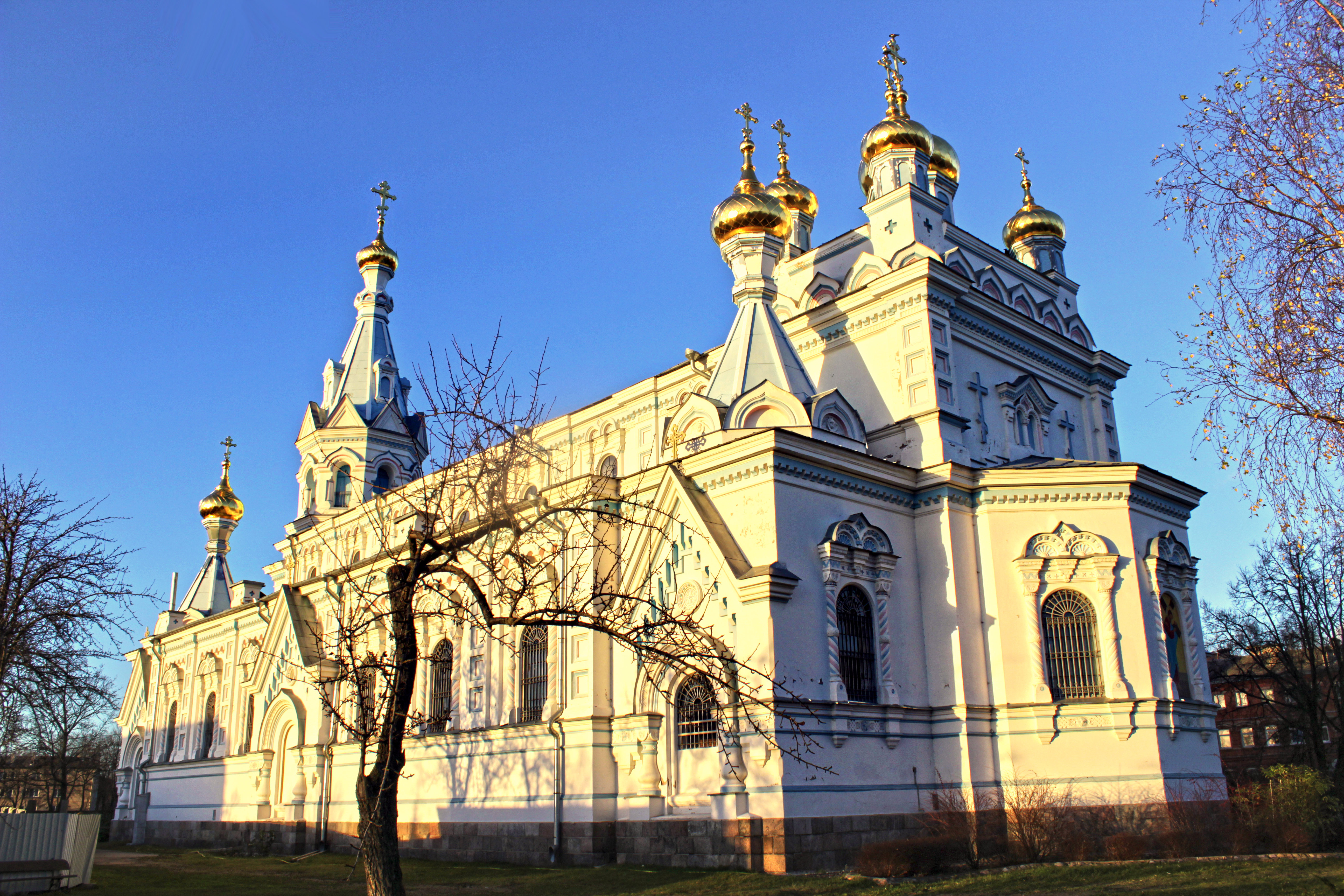
Außenansicht

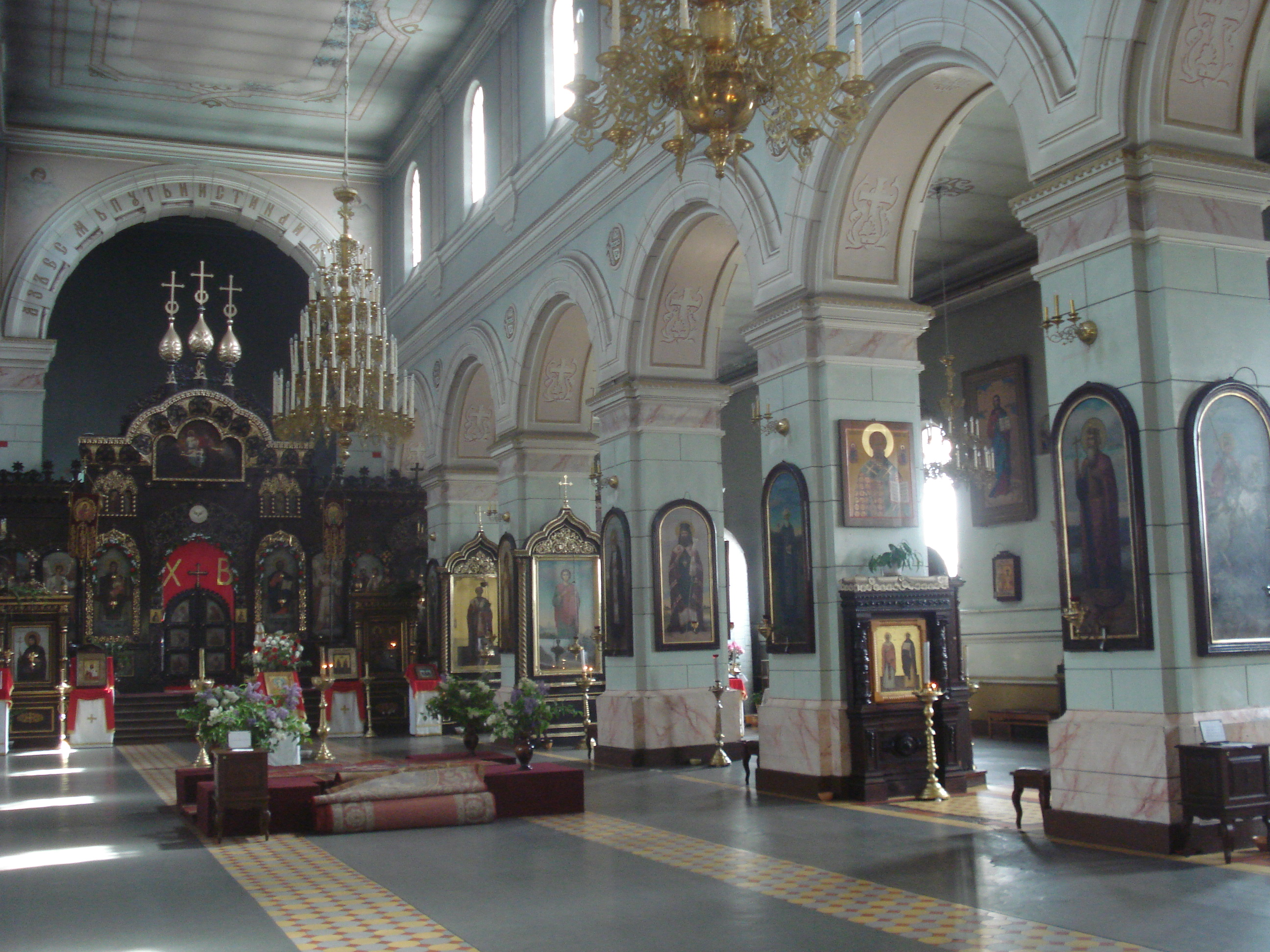
Innenansicht

St. Boris und Gleb ist die russisch-orthodoxe Kathedrale der Diözese Daugavpils und Rezekne der lettisch-orthodoxen Kirche des Moskauer Patriarchats in der lettischen
Stadt Daugavpils. Sie fasst bis zu 5.000 Personen.
Das Gotteshaus befindet sich – zusammen mit der katholischen Kirche der unbefleckten Empfängnis, der evangelischen Martin-Luther-Kathedrale und dem Gebetshaus der Altgläubigen – auf dem sogenannten Kirchenhügel im Stadtteil Jaunbūve von Daugavpils. Die Kirche wurde ab 1905 für die russische Garnison im neobyzantinischen Stil errichtet. Die vom Militär finanzierte Kirche wurde am 25. Juli 1905 den Heiligen Boris und Gleb sowie dem Moskauer Metropoliten Alexius geweiht.
Die dominierenden Farben sind himmelblau und weiß. Die Kuppeln der zehn Zwiebeltürme sind vergoldet. Die Ikonen der Eichen-Ikonostase sind wahrscheinlich von Wiktor Michailowitsch Wasnezow angefertigte Kopien der Wladimirkathedrale in Kiew.
An der Stelle der heutigen Kirche befand sich die 1866 errichtete Vorgängerkirche, die Konstantin dem Großen und seiner Mutter Helena gewidmet war. Auch sie war bereits russische Garnisonskirche.